# Ovella merina

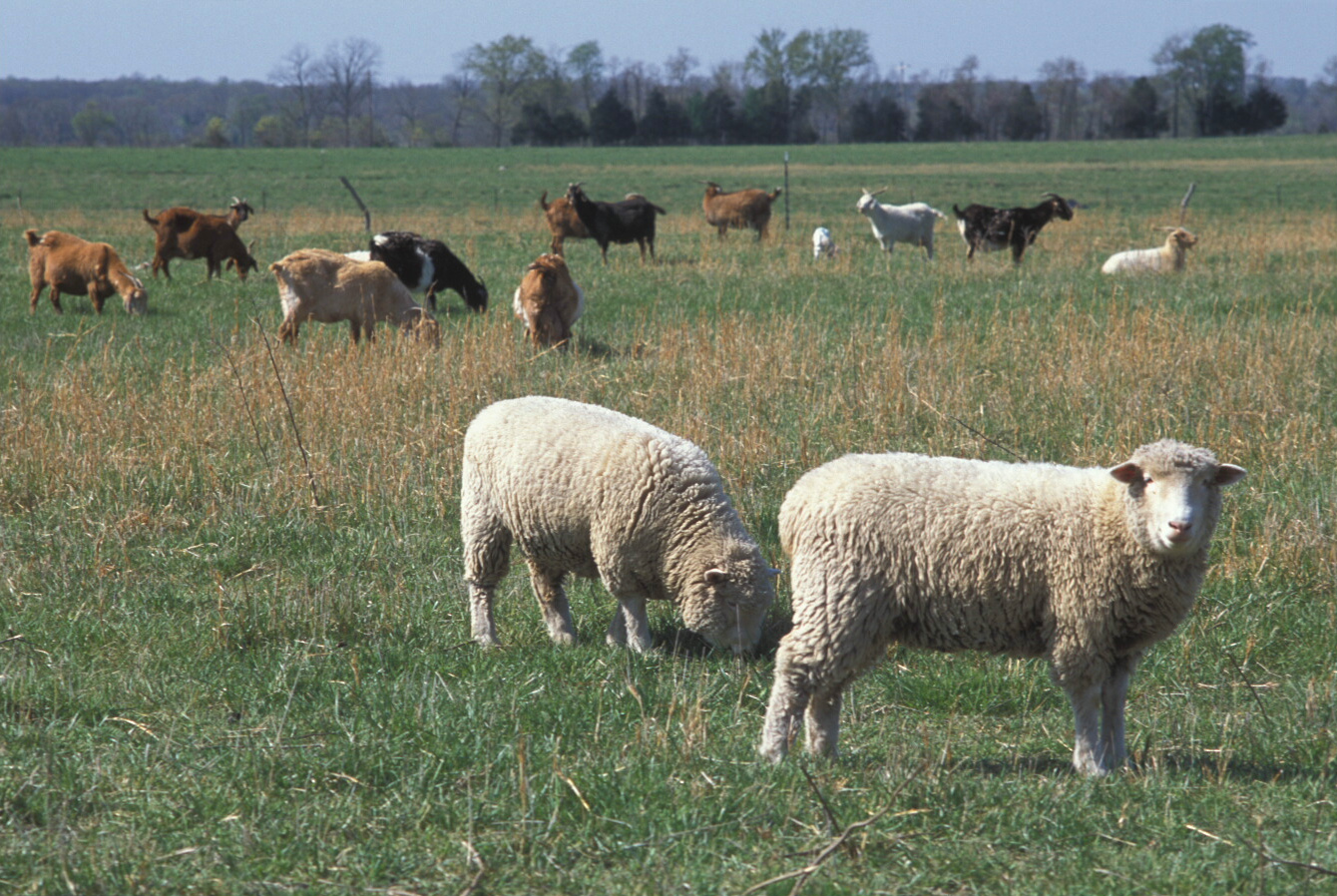
Dues ovelles merines pastant davant d'un ramat de cabres.

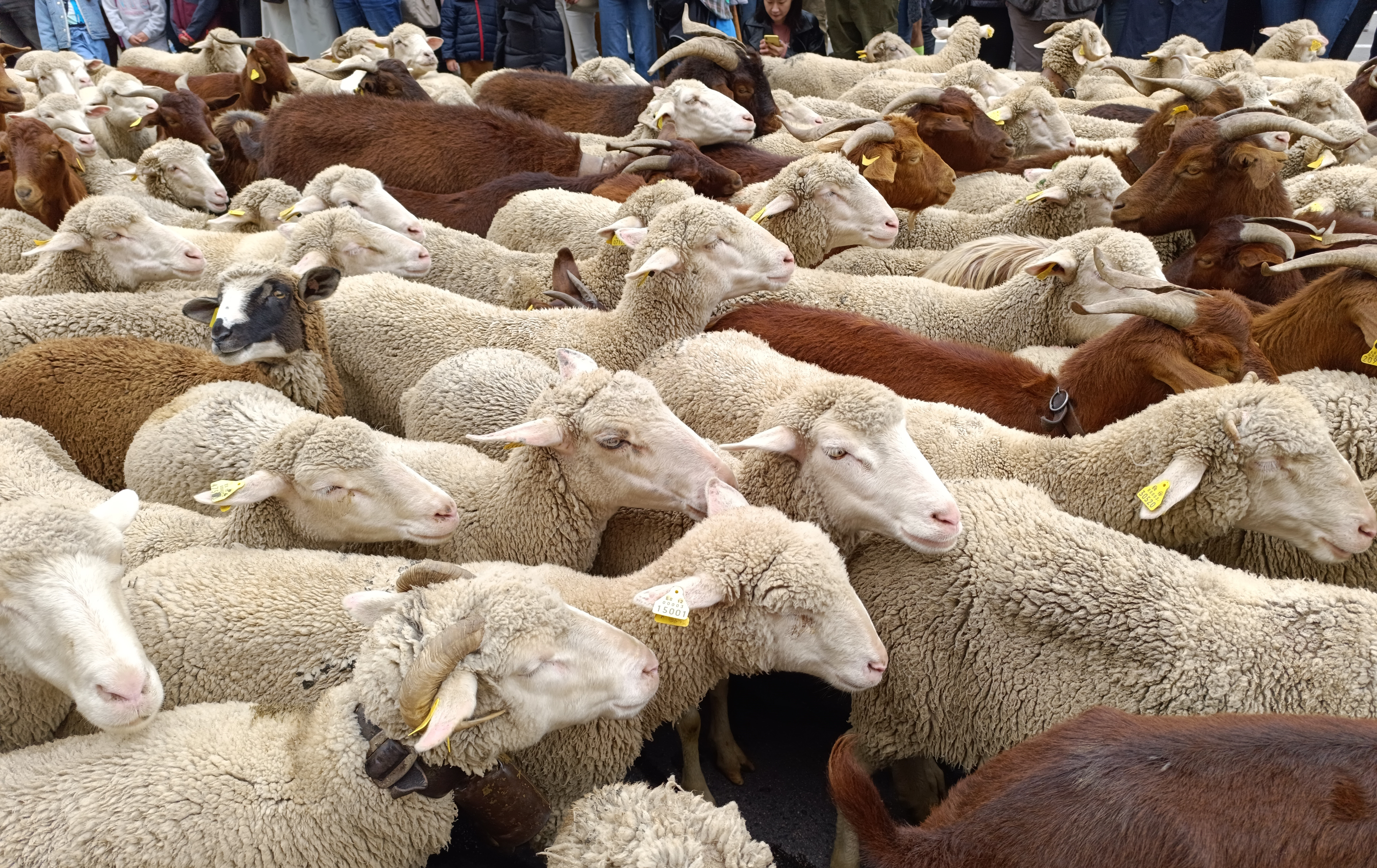
Ovelles merines i cabres retintes

L'ovella merina és, probablement, la raça ovina més estesa pel món. El seu origen és incert: una història tradicional fa procedir el seu nom dels benimerines (banu marin) del Marroc que van envair la província de Cadis al segle xiv fins a la seva derrota per Alfons XI de Castella en la batalla del riu Salat.
Segons aquesta idea, l'ovella merina seria originària del nord de l'Àfrica i va passar a la península Ibèrica, on va ser adoptada amb rapidesa pel poderós Consell De La Mesta, arribant a ostentar-ne el monopoli durant segles, en detriment de la fins llavors omnipresent ovella manxega. No obstant això, és més probable que la raça s'originés en el que ara és el sud d'Espanya en aquella època o potser un segle abans, encara que també s'ha assenyalat el seu primer origen a Cartago i fins i tot al Pròxim Orient.

## Desenvolupament de la seva cria
Al segle xviii es va introduir per primera vegada a França. Amb el temps la seva cria es va estendre per Europa i Amèrica, i al segle xix, Gran Bretanya la va exportar en gran nombre a les seves colònies d'ultramar.
Actualment la major part dels caps es concentren als Estats Units, l'Argentina, Sud-àfrica, Nova Zelanda i, sobretot, Austràlia, on superen els humans a raó de gairebé un centenar a un.

## Característiques

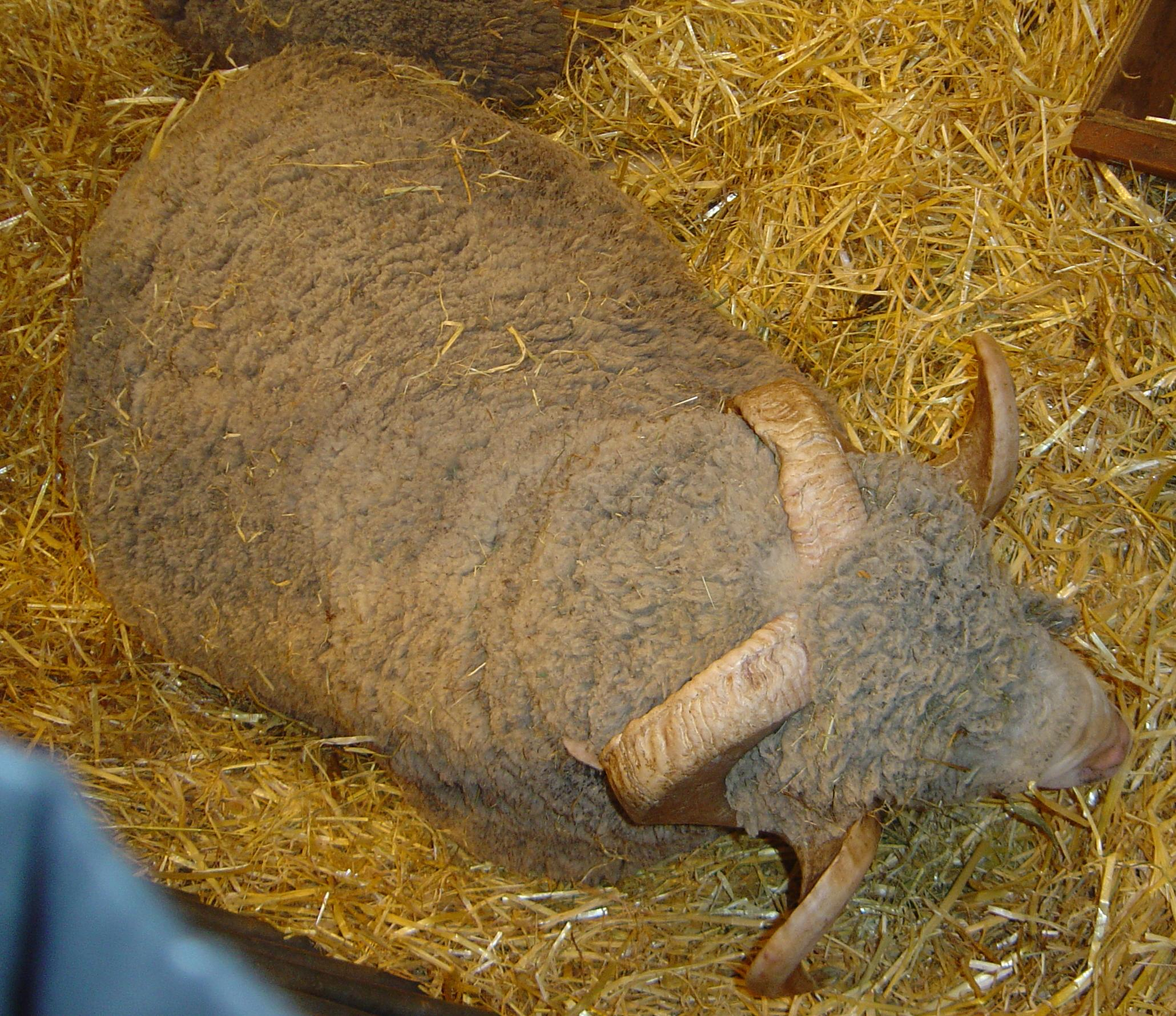
Xai merí amb banyes.

Es tracta d'una raça compacta, de coll i potes curtes, impressió que es veu reforçada a causa de la seva llana llarga, fina i arrissada. Aquesta és de millor qualitat en els animals que es crien en ambients assolellats i lleugerament sorrencs. El color del mantell és blanquinós, sense taques, i només en casos molt rars els mascles presenten banyes en espiral.
Les ovelles merines han donat lloc a algunes varietats, entre les quals es pot destacar la Rambouillet, la Negretti, la merina americana, la Vermont, la Delaine i la merina australiana.